# Comuna Rozkișne, Holovanivsk
Rozkișne (în ucraineană Розкішне) este o comună în raionul Holovanivsk, regiunea Kirovohrad, Ucraina, formată din satele Kosteantînivka, Mareanivka, Marînopil, Novosilka și Rozkișne (reședința).

## Demografie
Componența lingvistică a comunei Rozkișne
     Ucraineană (98%)
     Română (1,33%)
     Alte limbi (0,58%)
Conform recensământului din 2001, majoritatea populației comunei Rozkișne era vorbitoare de ucraineană (98%), existând în minoritate și vorbitori de română (1,33%).